# AEG C.III
AEG C.III – niemiecki dwumiejscowy samolot rozpoznawczy z okresu I wojny światowej, będący modyfikacją typu AEG C.II.
Dla poprawienia widoczności obniżono w nim górny płat pierwotnej konstrukcji, zrównując go z górną powierzchnią kadłuba. Wzorem tej zmiany była konstrukcja płatowa samolotu LFG Roland C.II. Zamieniono również miejsca pilota i obserwatora: ponad górnym płatem, z przodu siedział obserwator, dzięki czemu miał szerokie pole ostrzału oraz dobry widok do przodu, natomiast pilot zajmował tylne miejsce. Poza tym w porównaniu z C.II skrócono nieco kadłub i wzmocniono jego konstrukcję. Zmiany doprowadziły do zwiększenia masy własnej samolotu, lecz wzrosła także jego prędkość maksymalna.
Konstrukcja ta nie spełniła jednak pokładanych w niej oczekiwań i nigdy nie weszła do produkcji seryjnej. Zbudowano tylko egzemplarz prototypowy, a dalsze próby nad nim zostały zarzucone.